# Troy Brouwer
Troy Brouwer (* 17. srpna 1985 Vancouver, Britská Kolumbie) je bývalý kanadský hokejový útočník a držitel Stanley Cupu ze sezóny 2009/2010 s týmem Chicaga Blackhawks.

## Hráčská kariéra
Byl draftován v roce 2004 týmem Chicago Blackhawks v 7. kole celkově 214. Jeho juniorská kariéra začínala v Moose Jaw Warriors, kde hrával celkem v pět sezón 2001/06 v západní hokejové ligy. Ve své poslední sezóně s Warriorsem, získal trofej Bob Clarke Trophy, pro nejproduktivnějšího hráče ve WHL se 102 body, včetně 49 vstřelených gólů. Navíc byl zvolen do „WHL Východ první All-Star team“. Pak byl v létě roku 2006 součástí týmu Norfolk Admirals, bývalá farma týmu Chicago Blackhawks. Ve své první sezoně v profesionálním hokeji nastřádal 79 bodů, z toho 41 gólů za Norfolk v American Hockey League, a debutoval za Chicago v National Hockey League. Za Blackhawks odehrál v deset zápasů.
V sezoně 2007/08 odehrál 75 zápasů v Rockford IceHogs, které se stalo novou farmou Blackhawks, zaznamenal 54 bodů, včetně 35 gólů v AHL. 23. března 2008 zaznamenal první gól v NHL v zápase proti St. Louis Blues. V sezoně 2009/10 pomohl k zisku Stanley Cupu s Blackhawks. 24. června 2011 byl vyměněn do týmu Washington Capitals za první kolo draftu v roce 2011, touto volbou byl draftován Phillip Danault. 6. července 2011 podepsal dvouletou smlouvu v hodnotě 4 700 000 dolarů s Capitals. V Capitals odehrál první sezónu maximum zápasů a v playoff taktéž nechyběl. Ve výběru formací hrával Brouwer mezi první a druhou řadou. Po sezóně měl ještě platnou smlouvu na další rok ale vedení Caps se rozhodlo mu předčasně prodloužit smlouvu na další tři roky v hodnotě 2 350 000 dolarů .

## Ocenění a úspěchy
- 2006 CHL – Druhý All-Star Tým
- 2006 WHL – Východ První All-Star Tým
- 2006 WHL – Bob Clarke Trophy
- 2007 AHL – All-Rookie Tým
- 2007 AHL – All-Star Classic
- 2007 AHL – Druhý All-Star Tým

## Prvenství
- Debut v NHL – 23. prosince 2006 (Colorado Avalanche proti Chicago Blackhawks)
- První asistence v NHL – 23. března 2008 (Chicago Blackhawks proti St. Louis Blues)
- První gól v NHL – 3. listopadu 2008 (Chicago Blackhawks proti Colorado Avalanche, slovenskému brankáři Peter Budaj)
- První hattrick v NHL – 13. ledna 2012 (Washington Capitals proti Tampa Bay Lightning)

## Rekordy
Klubový rekord Rockford IceHogs
- Počet vstřelených branek za sezonu v AHL (35)

## Klubové statistiky
| Sezóna       | Klub                | Soutěž       |     | Základní část | Základní část | Základní část | Základní část | Základní část |    | Play off | Play off | Play off | Play off | Play off |
| Sezóna       | Klub                | Soutěž       | Z   | G             | A             | B             | TM            | Z             | G  | A        | B        | TM       |          |          |
| 2001/2002    | Moose Jaw Warriors  | WHL          | 13  | 0             | 0             | 0             | 7             | —             | —  | —        | —        | —        |          |          |
| 2002/2003    | Moose Jaw Warriors  | WHL          | 59  | 9             | 12            | 21            | 54            | 13            | 1  | 2        | 3        | 14       |          |          |
| 2003/2004    | Moose Jaw Warriors  | WHL          | 72  | 23            | 26            | 49            | 111           | 10            | 3  | 0        | 3        | 12       |          |          |
| 2004/2005    | Moose Jaw Warriors  | WHL          | 71  | 22            | 25            | 47            | 132           | 5             | 1  | 2        | 3        | 8        |          |          |
| 2005/2006    | Moose Jaw Warriors  | WHL          | 72  | 49            | 53            | 102           | 122           | 17            | 10 | 4        | 14       | 34       |          |          |
| 2006/2007    | Norfolk Admirals    | AHL          | 66  | 41            | 38            | 79            | 70            | 6             | 1  | 0        | 1        | 4        |          |          |
| 2006/2007    | Chicago Blackhawks  | NHL          | 10  | 0             | 0             | 0             | 7             | —             | —  | —        | —        | —        |          |          |
| 2007/2008    | Rockford IceHogs    | AHL          | 75  | 35            | 19            | 54            | 154           | 12            | 5  | 4        | 9        | 16       |          |          |
| 2007/2008    | Chicago Blackhawks  | NHL          | 2   | 0             | 1             | 1             | 0             | —             | —  | —        | —        | —        |          |          |
| 2008/2009    | Rockford IceHogs    | AHL          | 5   | 2             | 6             | 8             | 20            | —             | —  | —        | —        | —        |          |          |
| 2008/2009    | Chicago Blackhawks  | NHL          | 69  | 10            | 16            | 26            | 50            | 17            | 0  | 2        | 2        | 12       |          |          |
| 2009/2010    | Chicago Blackhawks  | NHL          | 78  | 22            | 18            | 40            | 66            | 19            | 4  | 4        | 8        | 8        |          |          |
| 2010/2011    | Chicago Blackhawks  | NHL          | 79  | 17            | 19            | 36            | 38            | 7             | 0  | 0        | 0        | 11       |          |          |
| 2011/2012    | Washington Capitals | NHL          | 82  | 18            | 15            | 33            | 61            | 14            | 2  | 2        | 4        | 8        |          |          |
| 2012/2013    | Washington Capitals | NHL          | 47  | 19            | 14            | 33            | 28            | 7             | 1  | 1        | 2        | 10       |          |          |
| 2013/2014    | Washington Capitals | NHL          | 82  | 25            | 18            | 43            | 92            | —             | —  | —        | —        | —        |          |          |
| 2014/2015    | Washington Capitals | NHL          | 82  | 21            | 22            | 43            | 53            | 14            | 0  | 3        | 3        | 10       |          |          |
| 2015/2016    | St. Louis Blues     | NHL          | 82  | 18            | 21            | 39            | 62            | 20            | 8  | 5        | 13       | 26       |          |          |
| 2016/2017    | Calgary Flames      | NHL          | 74  | 13            | 12            | 25            | 31            | 4             | 0  | 2        | 2        | 0        |          |          |
| 2017/2018    | Calgary Flames      | NHL          | 76  | 6             | 16            | 22            | 53            | —             | —  | —        | —        | —        |          |          |
| 2018/2019    | Florida Panthers    | NHL          | 75  | 12            | 9             | 21            | 47            | —             | —  | —        | —        | —        |          |          |
| 2019/2020    | St. Louis Blues     | NHL          | 13  | 1             | 0             | 1             | 7             | 4             | 1  | 0        | 1        | 4        |          |          |
| Celkem v NHL | Celkem v NHL        | Celkem v NHL | 851 | 182           | 181           | 363           | 595           | 106           | 16 | 19       | 35       | 89       |          |          |

## Reprezentace
| Rok                       | Tým                       | Soutěž                    | Z | G | A | B | TM |
| ------------------------- | ------------------------- | ------------------------- | - | - | - | - | -- |
| 2014                      | Kanada                    | MS                        | 8 | 0 | 1 | 1 | 4  |
| Seniorská kariéra celkově | Seniorská kariéra celkově | Seniorská kariéra celkově | 8 | 0 | 1 | 1 | 4  |